# 24.000 baci (chanson)
Pour les articles homonymes, voir 24.000 baci (homonymie).
24.000 baci, parfois écrit 24 mila baci, est une chanson enregistrée par l'artiste italien Adriano Celentano en janvier 1961. Elle est reprise en français par Johnny Hallyday, Frankie Jordan  et par Dalida sous le titre 24 000 Baisers.

## Histoire

### Interprétations d'Adriano Celentano et de Little Tony
24.000 baci est le premier grand succès d'Adriano Celentano, celui qui l'a fait connaître en dehors de son pays. Le texte est écrit par les cinéastes Piero Vivarelli et Lucio Fulci. La musique est composée par Celentano et son arrangeur Ezio Leoni (it). Accompagné par l'orchestre de Giulio Libano (it), Celentano l'enregistre sur un single chez Jolly, les 16 et 17 janvier 1961. Sur la face B, figure Aulì ulè.
Le même mois, Little Tony enregistre le single 24 mila baci sur le label Durium (it), avec l'orchestre de Franco Cassano. En face B, figure une reprise de Patatina.
Effectuant alors son service militaire, Celentano obtient une permission spéciale du ministre de la Défense pour concourir au  festival de Sanremo, du 26 janvier au 6 février, en compagnie de Little Tony. En effet, chaque chanson doit être interprétée deux fois, par deux artistes différents. Le 27 janvier, Celentano et Little Tony chantent tour à tour 24.000 baci. La prestation scénique de Celentano est très remarquée. Il se permet à un moment de tourner le dos au public, ce qui fait scandale. La chanson se classe néanmoins deuxième. Le succès est immédiat. Celentano vend 500 000 exemplaires de son disque dans les cinq à sept semaines qui suivent.

### Interprétations en italien de Dalida
Le 30 janvier, Dalida enregistre la chanson en italien, avec l'orchestre de Raymond Lefebvre. En février, cet enregistrement sort chez Barclay sur le single 24 mila baci. Toujours en février, une autre interprétation, avec l'orchestre de Paul Meuriat, sort sur l'EP Dalida canta in italiano.

### 24 000 Baisers, par Johnny Hallyday et par Dalida
Adaptée par Fernand Bonifay sous le titre 24 000 Baisers, la chanson est créée en français par Johnny Hallyday le 1er mars 1961, sur son 7e EP. En avril, Dalida reprend cette adaptation française, sur la face B de l'EP Dix Mille Bulles bleues.

### Interprétation en italien d'Aylin Prandi
En juin 2011, cinquante ans après la création de la chanson par Celentano, Aylin Prandi en donne une énergique version en italien, sur l'album 24 000 baci.

## Dans la culture
Cette chanson est interprétée lors d'un concert dans le film Le Mépris de Jean-Luc Godard.
En 2016, le consultant musical Matthieu Chabaud la fait figurer parmi la bande originale du long-métrage de Léa Fehner Les Ogres.

## Classement hebdomadaire
| Classement des ventes de l'EP Dix Mille Bulles bleues de Dalida (1961) | Meilleure position |
| ---------------------------------------------------------------------- | ------------------ |
| Autriche                                                               | 1                  |
| Allemagne                                                              | 3                  |
| Espagne                                                                | 3                  |
| France                                                                 | 2                  |
| Pays-Bas                                                               | 10                 |
| Québec                                                                 | 29                 |
| Wallonie                                                               | 4                  |